# Oriental Land
Oriental Land（日语：／ Kabushiki-gaisha Orientaru Rando */?，東證1部：4661）是一間日本的公司，負責經營、管理以東京迪士尼樂園、東京迪士尼海洋為中心的東京迪士尼度假區。
在成立初期的主要出資股東是京成電鐵和三井不動產，因此被視為京成集團成員之一。現在三井不動產出資比例不足10%。而京成電鐵持股比例約22%。此外，千葉縣政府也是主要股東之一。公共團體出資的比率為3.96%。
公司成立的最初目標是要在日本提供更多大眾休閒設施，例如建立游泳池、健身房等。在1980年，Oriental Land首次與華特迪士尼公司接洽，負責管理第一座國際迪士尼樂園的財務。東京迪士尼樂園在1983年完工並正式開幕，而Oriental Land決定與華特迪士尼公司以特許經營模式營運，每年Oriental Land公司須付出授權費用給華特迪士尼公司，而華特迪士尼公司也派出幻想工程師設計和建造整個東京迪士尼度假區，以及在2001年開幕的第二座主題樂園—東京迪士尼海洋。
Oriental Land同時也持有並負責營運日本所有迪士尼商店（Disney Store）。但隨著迪士尼商店經營績效不佳，Oriental Land已經決議在2010年3月底，將迪士尼商店股份全數移交給日本華特迪士尼股份有限公司。

## 外部連結
- （日語）Oriental Land官方網站（页面存档备份，存于）

## 資料來源
1. ↑   (PDF).   [2010-02-05]. （原始内容存档 (PDF)于2010-02-16）.